# Jeremiah White
Pour les articles homonymes, voir Jeremiah.
Jeremiah White, né le 3 avril 1982 à Washington DC (États-Unis), est un joueur international américain de soccer. Il joue au poste d'attaquant.

## Biographie
Formé à l'Université de Wake Forest, il est l'un des joueurs américains les plus prolifiques de son équipe de soccer, les Demon Deacons de Wake Forest, en Atlantic Coast Conference.
Son réalisme et son ambition lui valent de tenter sa chance en Europe en janvier 2004 en Serbie-et-Monténégro, puis en Grèce et en France. En janvier 2007, il résilie son contrat avec le FC Gueugnon.
Après un essai au FC Lyn Oslo, il s'engage au AGF Århus pour trois ans et demi. Le club a été relégué D2 danoise en 2006, mais après avoir fait signer des joueurs comme Olof Persson ou Kári Árnason, il espère retrouver le championnat d'élite du Danemark. White fait ses débuts pour Århus le 1er avril 2007 et marque dès son premier match. 
En 2009, il quitte le Danemark pour l'Arabie Saoudite, puis la Pologne. En 2012, il revient aux États-Unis.

## En sélection
Il compte une sélection en équipe des États-Unis obtenue le 19 janvier 2008 contre la Suède, en remplacement de Landon Donovan à la 81e minute.

## Palmarès
- 2003 : Joueur de l'année de Atlantic Coast Conference avec Wake Forest Demon Deacons.
- 2007 : Vice-champion de 2e division danoise (AGF Århus).